# 埃爾祖魯姆戰役
埃爾祖魯姆戰役，是1821年-1823年奧斯曼帝國與波斯卡扎爾王朝戰爭的一部分。這仗波斯軍隊由阿拔斯王子率領下在埃爾祖魯姆附近伏擊奧斯曼軍隊取得勝利。
波斯人只有30000人，但由於最近波斯軍隊由阿巴斯·米爾札的弟弟杜拉沙按照歐洲型式在進行改革，所以擊敗了50000人奧斯曼軍隊。